# Red Earth 29
Red Earth 29 är ett reservat i Kanada.   Det ligger i provinsen Saskatchewan, i den centrala delen av landet, 2 100 km väster om huvudstaden Ottawa. Red Earth 29 ligger vid sjön Shoal Lake.
I omgivningarna runt Red Earth 29 växer i huvudsak blandskog. Runt Red Earth 29 är det glesbefolkat, med 8 invånare per kvadratkilometer.